# Lineosoma iscensis
Lineosoma iscensis är en kräftdjursart som beskrevs av Wells 1965. Lineosoma iscensis ingår i släktet Lineosoma och familjen Ectinosomatidae. Inga underarter finns listade i Catalogue of Life.